# تسوتومو شیبایاما
تسوتومو شیبایاما (انگلیسی: Tsutomu Shibayama؛ زادهٔ ۹ مارس ۱۹۴۱) فیلم‌نامه‌نویس، کارگردان فیلم، و پویانما اهل ژاپن است.